# Ołena Demjanenko
Ołena Wiktoriwna Demjanenko (ukr. Олена Вікторівна Дем'яненко; ur. 8 maja 1966 roku we Lwowie) – ukraińska reżyserka, producentka filmowa i scenarzystka.   

## Życiorys
W 1990 roku ukończyła Kijowski Narodowy Uniwersytet Teatru, Kina i Telewizji im. Iwana Karpenki-Karego. Jest członkinią Krajowego Związku Autorów Zdjęć Filmowych Ukrainy, Ukraińskiej Akademii Filmowej i od 2018 roku Europejskiej Akademii Filmowej.   

## Filmografia
Wybór filmów, które wyreżyserowała, wyprodukowała lub do których stworzyła scenografię: 
- Hucułka Ksenia (2019)[5] – ukraiński film muzyczny na podstawie operetki Jarosława Barnycza
- Storonnij (2019)[6]
- Moja babcia Fani Kapłan (2016) – biograficzny dramat o anarchistce i terrorystce, która dokonała zamachu na Lenina[7]
- Mayakovskiy, Dva Dnya (2013) – ośmioczęściowy miniserial telewizyjny z 2013[8]
- F 63.9 Bolezn' Iiubwi (2013)[9]

## Nagrody i nominacje
- Nominacja do Nagrody Ukraińskich Krytyków Filmowych w 2021 (razem z Dmitrijem Tomashpolskim) za najlepszy film fabularny dla Storonnij
- Zdobywczyni Nagrody Ukraińskiej Akademii Filmowej 2020 za najlepszy scenariusz dla Hucułka Ksenia (również nominowany w kategorii najlepszy film)
- Zdobywczyni Nagrody Ukraińskiej Akademii Filmowej 2017 (razem z Dmitrijem Tomashpolskim) za najlepszy scenariusz dla Moja babcia Fani Kapłan
- Nominacja do Nagrody Ukraińskiej Akademii Filmowej 2017 (za najlepszy film i za najlepszego reżysera)
- Zdobywczyni Nagrody Międzynarodowego Festiwalu Filmowego w Odessie 2016 dla Moja babcia Fani Kapłan
- Zdobywczyni Nagrody Międzynarodowego Festiwalu Filmowego w Odessie 2014 dla F 63.9 Bolezn' liubwi[1].